# 科巴斯龍類
科巴斯龍類（學名：Khebbashia，或譯科巴什龍類）是雷巴齊斯龍科底下的一個演化支。科名以摩洛哥的Khebbash／Khebbache部落為名，他們居住在最初的雷巴齊斯龍標本發現地。底下的物種都是中型蜥腳類，分布年代為白堊紀早晚期交界的南美洲、非洲和歐洲。定義為：包括特氏利邁河龍、塔氏尼日龍、加拉斯巴雷巴齊斯龍的最廣範圍演化支，而將利邁河龍亞科（Limaysaurinae）、雷巴齊斯龍亞科包含進來，並排除雷巴齊斯龍科的基礎型物種。